# Massacre (Dominica)
Massacre es una localidad de Dominica en la parroquia de Saint Paul. Está ubicada en la costa oeste de la isla, al norte de Canefield.

## Historia
El nombre de la localidad es un topónimo francés que recuerda la masacre de indios Caribes llevada a cabo por Phillip Warner en 1674 desde  Antigua.

## Demografía
Según censo 2001 contaba con una población de 1.200 habitantes. La estimación 2010 refiere a  1.187 habitantes.